# La Grenouillère (Monet)
Pour l’article homonyme, voir La Grenouillère.
La Grenouillère est un tableau réalisé par le peintre impressionniste Claude Monet en 1869. Il fait partie de la collection du Metropolitan Museum of Art à New York. La Grenouillère était un restaurant de bains sur la Seine. Elle était fréquentée par la petite bourgeoisie parisienne. Le tableau aurait été exposé à la deuxième exposition impressionniste de 1876.

## Sujet
La toile représente le Camembert, un îlot planté d’un arbre unique reliant l’île au bateau-ponton par des planches étroites et glissantes… qui provoquent chutes et baignades imprévues !

## La Grenouillèred'Auguste Renoir
Un tableau ayant le même sujet intitulé La Grenouillère a été peint la même année par Auguste Renoir. Peints sur l'île de la Grenouillère, au restaurant La Grenouillère, les deux tableaux sont reproduits sur le lieu de leurs créations sur le Chemin des Impressionnistes.

## Œuvre impressionniste
La technique de peinture impressionniste fut inventée au cours de l'été 1869 quand Renoir et Monet peignirent la Grenouillère sur l'île de Croissy,.

## Provenance
- Édouard Manet, Paris (jusqu'à sa mort en  1883).
- Sa veuve, Suzanne Manet, Paris (1883-1886).
- Durand-Ruel, Paris, peut-être acheté à Mme Manet en 1886, définitivement en 1891 ; stock no 1586 ; vendu le 27 septembre 1897, 12 500 F à Havemeyer.
- Mr. and Mrs. H. O. Havemeyer, New York (de 1897 jusqu'à sa mort en 1907).
- Mrs. H. O. (Louisine W.) Havemeyer, New York (de 1907 jusqu'à sa mort en 1929).